# 聚合
聚合（polymerization）或聚合反应，是一种单体或多种单体的混合物通过化学键相互连接而转化成多聚体（聚合物）的反应或过程
。
大分子量的物质一般叫作聚合物或高分子化合物，分子量都高达几千甚至几百万。淀粉、纤维素都是天然的高聚物，是由单糖聚合而成的。塑料是人工合成的高聚物。能够聚合成高聚物的小分子物质叫做单体，单体一般有三类：一种是含有不饱和键，大部分是碳碳双键，也可能是碳碳三键或者是碳氮三键；另一种单体是含有两个或多个有特殊功能的原子团；第三种单体是不同原子组成的环状分子，比如碳氧环、氧硫环、碳氮环等。这些单体可以互相连接形成高聚物。
任何小分子合并的过程都可以叫做聚合，不仅仅是必须形成高聚物。例如三个甲醛分子合成一个三聚甲醛分子的过程也叫做聚合过程，此时叫寡聚反应（oligomerization）。

## 分类
20世纪30年代，华莱士·卡罗瑟斯曾将聚合反应分成两类：缩聚反应和加聚反应。50年代，保罗·弗洛里根据反应机理和动力学分成逐步聚合和连锁聚合两类。随着高分子化学发展，又引入了开环聚合，与缩聚和加聚反应并列。

### 1.按照单体-聚合物变化
按聚合过程中单体与聚合物的变化，可划分为缩聚反应、加聚反应、开环聚合三类。
- 缩合聚合

缩合聚合（condensation polymerization）简称缩聚，是指官能团单体多次缩合成聚合物的反应，除了产生缩聚物，同时还有小分子副产物产生。缩聚物的结构单元比单体少若干原子。
常见的缩聚产物有聚酯、酚醛树脂、尼龙等。
- 加成聚合

加成聚合（addition polymerization）简称加聚，是指含有不饱和键单体π键断裂后加成聚合起来的反应。产物为加聚物。加聚物结构单元与单子原子组成相同，仅仅电子结构产生变化。
常见的缩聚产物有聚乙烯、聚苯乙烯、聚丙烯等。
- 开环聚合

开环聚合（ring opening polymerization）是指环状单体σ键断裂而后聚合形成的聚合物的反应。
常见的开环产物有聚环氧乙烷、聚己内酰胺等。
- 其他聚合：

除了上述三种聚合反应外，还有新发现的聚合反应难以划分到上述类型中。
消去聚合（elimination polymerization）：指聚合过程发生消去反应，是一种不典型的缩合聚合。如氨基氰与BF3加热形成聚甲烯和氮气；2,6-二甲苯酚氧化生成聚二甲基苯醚等。
异构化聚合（isomerization polymerization）：指在聚合过程中发生原子或原子团的重排过程的反应。如丙烯酰胺聚合时发生分子内转移产生聚酰胺-3。

### 2.按照聚合机理
按照聚合反应机理常分成逐步聚合、连锁聚合、配位聚合三大类
- 逐步聚合

逐步聚合（step-growth polymerization）指低分子单体逐步增长转变成高分子的聚合反应。每步反应速率和活化能大致相同，无活性中心产生。多数缩聚反应属逐步聚合。
- 连锁聚合

连锁聚合（chain-growth polymerization，chain polymerization）：指在聚合反应过程中有活性中心形成，而且可以在很短的时间形成分子量很大的聚合物的反应。多数烯类单体加聚反应属连锁聚合。
根据形成活性中心性质，可又分为自由基聚合（free radical polymerization），离子聚合（ionic polymerization）（包括阴离子聚合和阳离子聚合）。
- 配位聚合

配位聚合（complexing polymerization），又称齐格勒-纳塔聚合（Ziegler–Natta polymerization），指利用配合物作为催化剂与单体络合形成活性中心进行链增长的聚合反应。

### 3.按照聚合单体
根据聚合单体种类数量，分为均聚合反应和共聚合反应。
- 均聚合反应

均聚合反应简称均聚（homopolymerization），如由乙烯分子作为单体聚合形成聚乙烯反应；此外还有丙烯均聚形成聚丙烯塑料，氯乙烯形成聚氯乙烯等。
- 共聚合反应

共聚合反应简称共聚（copolymerization），指由几种不同的单体聚合形成高聚物的反应。
如由乙烯和丙烯进行共聚，可以形成合成橡胶，叫做乙丙橡胶。

### 4.按照聚合方式
按照聚合实施方式优可分为本体聚合与溶液聚合、均相聚合与非均相聚合等多种划分方式。
- 均相聚合：聚合体系为均相。包括本体聚合（熔体聚合）、溶液聚合等。
- 非均相聚合：聚合体系为非均相。包括悬浮聚合、界面聚合、乳液聚合、沉淀聚合等。